# Traugraben (Main)
Der Traugraben oder Traubach (Oberlauf Erlachgraben) ist ein etwa 5,6 Kilometer langer, linker Nebenfluss des Mains bei Marktsteft im unterfränkischen Landkreis Kitzingen.

## Namen
Der Bachname Traugraben entstammt wohl dem Althochdeutschen und geht auf das Wort druhi zurück. Es kann mit „Wildfallenstätte“ übersetzt werden und macht deutlich, dass das Gebiet bereits früh von Menschen besiedelt war. Die Bezeichnung Erlachgraben für den Oberlauf ist dagegen ein germanisch-wendischer Mischname. Erlach setzt sich aus dem germanischen Wort für Erle und dem slawisch-wendischen Wort lanka/lǫka für feuchte Wiese oder Aue zusammen. Er weist damit auf die natürliche Beschaffenheit der Umgebung des Bachs hin.

## Geographie

### Verlauf
Der Traugraben entspringt unter dem Namen Erlachsgraben südlich des Mainbernheimer Gewerbegebietes auf einer Höhe von ca. 237 m ü. NHN nahe der Obernbreiter Straße. Er verläuft in westlicher Richtung nördlich der Wüstung Rügerrieth. Er überquert die Grenze zwischen den Gemeinden Mainbernheim und Marktsteft und verläuft durch die Flur des Gemeindeteils Michelfeld. Dabei fließt ein unbenannter Graben von links in den Erlachgraben. Der Bach wendet sich nach Nordwesten und fließt auf den Dorfweiher von Michelfeld zu. Ehe er ihn erreicht, fließt ein weiteres unbenanntes Gewässer von rechts in den Bach.
Der Erlachgraben speist den Dorfweiher von Michelfeld und einen weiteren kleinen Teich. Weiter westlich wurde der Bach kanalisiert und wird unterirdisch durch Michelfeld geführt. Noch im 19. Jahrhundert war der Bach der Graben des ehemaligen Wasserschlosses im Osten von Michelfeld. Im Nordwesten des Schlosses erreicht der Bach wieder die Oberfläche und fließt unter dem Namen Traugraben weiter. Der Bach ist in weiten Teilen kanalisiert und verläuft nicht mehr in seinem historischen Bett.
Unmittelbar westlich von Michelfeld fließen mehrere kleinere Bäche in den Traugraben. Der Bach wird unter der Kreisstraße KT 23 hindurchgeführt und fließt danach parallel zur Michelfelder Straße In der Trau, die nach dem Bach benannt wurde. Dort stand die ehemalige Michelfelder Dorfmühle, die sich heute einige Meter vom Bach entfernt befindet. Weiter westlich speist der Traugraben mehrere kleine Fischteiche. Der Bach fließt durch die Gemarkung von Marktsteft und bildet dort mehrere Meter die Grenze zwischen Marktsteft und Marktbreit.
Im Süden von Marktsteft fließt er zunächst durch das Gewerbegebiet. Der Traugraben wird unter einer nach ihm benannten Straße hindurchgeführt und unterquert anschließend die Staatsstraße 2271. Der Traugraben wird in seinem Unterlauf von der Marktbreiter Straße überquert und fließt anschließend in einen der unbenannten Seen des Marktstefter Seengebietes, das mehrere Baggerseen umfasst. Er mündet auf einer Höhe von etwa 179 m ü. NHN in einen weiteren See einem Zugang zum Main bei Flusskilometer 279.
Sein etwa 5,6 km langer Lauf endet ungefähr 56 Höhenmeter unterhalb seiner Quelle, er hat somit ein mittleres Sohlgefälle von etwa 10 ‰.

### Einzugsgebiet
Das Einzugsgebiet des Traugrabens nimmt eine Fläche von 14,7 km² ein. Es durchquert im Oberlauf die Mainbernheimer Ebene, einen Teil des Steigerwaldvorlandes, und erreicht im Unterlauf das Mittlere Maintal im Kitzinger Maintal. Es wird durch ihn über die Schwarzach, den Main und den Rhein zur Nordsee entwässert. Der Bach fließt zu großen Teilen durch ackerbaulich genutztes Gebiet.
Es grenzt
- im Osten und Norden an das Einzugsgebiet des Sickersbachs und seines Zuflusses Buschgraben;
- im Süden an das des Breitbachs und
- im Westen an das des Mains.

## Schutzgebiete
Der Erlachgraben ist auf nahezu seiner gesamten Länge von den unteren Naturschutzbehörden als schützenswert eingestuft. Der von Menschen veränderte Verlauf des Traugrabens ist nur zu geringen Teilen geschützt. So ist der Quellbereichs des Gewässers Teil des ausgedehnten Schutzgebietskomplexes Südliches Steigerwaldvorland, das zum Schutz von seltenen Stand- und Wandervögeln eingerichtet wurde. Daneben bestehen an den Ufern des Bachs Biotope. Besonderen Schutz genießen Nasswiesen und Röhrichte südlich des Erlachgrabens, Auengehölzsäume, Sumpfwald und Röhricht entlang des Erlachgrabens östlich Michelfeld. Im Mittellauf wurden Feuchtwiesen am Traubach östlich Michelfeld geschützt. Einziges Biotop im Westen von Michelfeld ist der Röhrichtsaum am oberen Traubach.

## Mühlen
Am Traugraben bestand eine einzige Mühle auf der Gemarkung von Michelfeld. Sie wurde vom Wasser des sogenannten Unteren Sees gespeist, der vom  Müller gereinigt werden musste. Die Anlage wurde im Jahr 1694 wieder aufgebaut, wahrscheinlich war sie durch die Einwirkungen während des Dreißigjährigen Krieges zerstört worden; im April dieses Jahres richtete man in der Anlage eine Schmiede ein. In der Mühle wurde zeitweise ein Gipswerk betrieben. Die Michelfelder Dorfmühle wurde um 1900 stillgelegt.